# Sally Nicholls

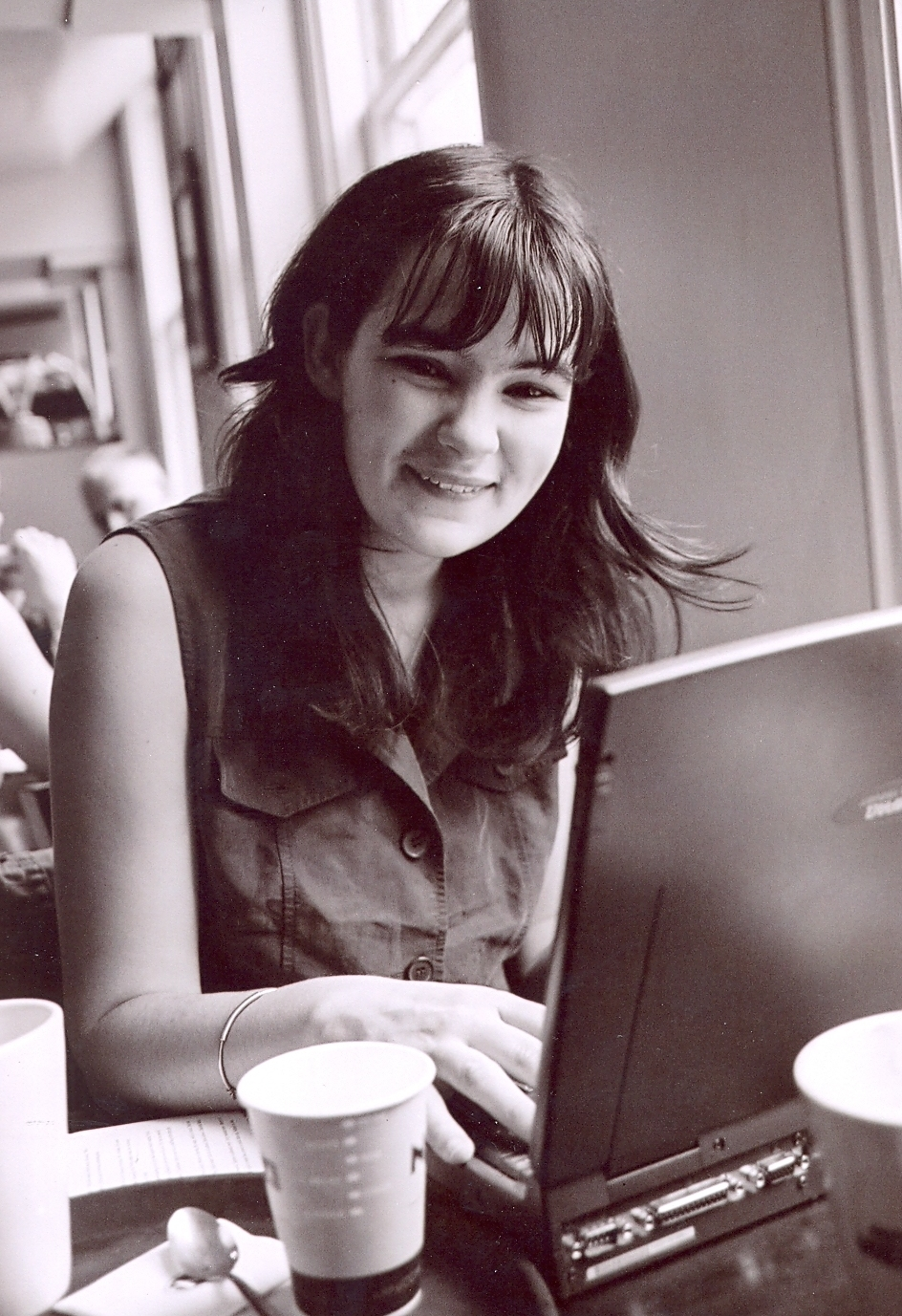
Sally Nicholls

Sally Nicholls (* 22. Juni 1983 in Stockton-on-Tees) ist eine britische Kinder- und Jugendbuchautorin.

## Leben und Leistungen
Nicholls reiste nach ihrer Schulzeit nach Australien und Neuseeland; sie arbeitete danach in Japan in einem Krankenhaus. Danach studierte sie an der Universität von Warwick Philosophie und Literatur, wechselte aber dann nach Bath, wo sie „Writing for Young People“ abschloss. Seit dem Jahr 2008 lebt Nicholls in London.
Ihr erstes Buch Ways to Live Forever (deutsch: Wie man unsterblich wird – Jede Minute zählt) schrieb sie während ihrer Zeit in Bath. Das Buch handelt vom elfjährigen Sam, der an Leukämie stirbt.

## Werke
- All About Ella

- Wie man unsterblich wird – Jede Minute zählt (Original: Ways to Live Forever, übersetzt von Birgitt Kollmann), Hanser 2008, ISBN 978-3-423-62455-8
- Zeit der Geheimnisse (Original: Season of Secrets, übersetzt von Birgitt Kollmann), Hanser 2010, ISBN 978-3-423-62502-9
- Keiner kommt davon – eine Geschichte vom Überleben (Originaltitel: All Fall Down, übersetzt von Beate Schäfer), Hanser, München 2014, ISBN 978-3-446-24511-2; als Hörbuch: Keiner kommt davon – eine Geschichte vom Überleben. Lesung für große und kleine Ohren ab 12 Jahren (4 CDs, 307 Min., gelesen von Anne Moll, Regie: Rainer Gussek). Audiolino, Hamburg 2014, ISBN 978-3-86737-189-6.
- Wünsche sind für Versager, Hanser 2016, ISBN 978-3-446-25083-3
- Eine Insel für uns allein (Original: An Island of our Own, übersetzt von Beate Schäfer), Hanser 2017, ISBN 978-3-423-64028-2

## Auszeichnungen
- Luchs des Jahres 2008
- Waterstone’s Children’s Book Prize 2008
- Auswahlliste Deutscher Jugendliteraturpreis 2009
- Branford Boase Award 2009
- Concorde Children’s Book Award 2009
- Deutscher Hörbuchpreis in der Sparte „Bestes Kinderhörbuch“ 2010